# Stezka dřevěné architektury (Malopolské vojvodství)
Stezka dřevěné architektury v Malopolském vojvodství v Polsku má délku více než 1500 km a zahrnuje 253 objektů (dřevěných památek) jako např. kostely, kaple, zvonice, cerkve, chalupy (roubenky), hospodářské objekty, usedlosti a skanzeny. Vznikla v roce 2001. Osm objektů (čtyři v roce 2003 a čtyři v roce 2013) je zapsáno na Seznamu světového dědictví UNESCO: kostel sv. Archanděla Michala v Binarově, kostel sv. Archanděla Michala v Dębnie Podhalańské, kostel sv. Linharta v Lipnici Murowané, kostel sv. Filipa sv. Jakuba v Sękowé, řeckokatolická cerkev sv. Archanděla Michala v Brunarech Wyżnych, řeckokatolická cerkev sv. Paraskevy v Kwiatoniu, cerkev Ochrany Matky Boží v Owczarech, cerkev sv. Jakuba v Powroźniku.
Stezka je rozdělena do čtyř tras:
- Trasa Nowy Sącz a Gorlice
- Trasa Tarnów a okolí
- Trasa Orava, Podhale, Spiš a Pieniny
- Trasa Krakov a okolí

## Seznam objektů

### TrasaNowy SącziGorlice
| Fotografie | Objekt                                                 | Lokalita (místo)   | Vznik objektu              | Poznámka |
| ---------- | ------------------------------------------------------ | ------------------ | -------------------------- | --- |
|            | cerkev Nejsvětější Panny Marie                         | Andrzejówka        | 1860-1864                  | Původně do roku 1947 cerkev řeckokatolické církve Nanebevzetí Panny Marie (Nanebevzetí Bohorodičky).                                                               |
|            | cerkev sv. Kosmy a Damiána                             | Banica             | polovina 18. století       | V roce 1898 zvětšena loď a změněna střecha. Od roku 1947 římskokatolický kostel, zasvěcení nezměněno.                                                              |
|            | cerkev sv. Kosmy a Damiána                             | Bartne             | 1842                       | řeckokatolická církev, dochován kompletní ikonostas z 18. století                                                                                                  |
|            | cerkev sv. Kosmy a Damiána                             | Bartne             | 1928                       | Pravoslavná církev, cerkev trojdílná s věžemi, vybavení z 18. a 19. století.                                                                                       |
|            | Lemkovská zástavba                                     | Bartne             | 19. století                | Části hospodářství s roubenkami z 19. století |
|            | cerkev sv. Kosmy a sv. Damiána                         | Berest             | 1842                       | Řeckokatolická církev, dochován kompletní ikonostas z 18. století                                                                                                  |
|            | cerkev Ochránkyně nejsvětější Panny Marie              | Bielanka           | 1773                       | |
|            | kostel sv. Archanděla Michaela                         | Binarowa           | 1500                       | Jednolodní kostel s věží a kaplí, uvnitř cenné malby z 16. a 17. století a gotická plastika Bohorodičky z roku kolem 1400.                                         |
|            | cerkev sv. Demetria                                    | Binczarowa         | 1760                       | Řeckokatolická církev. Figurální polychromie z roku 1549 a 1649. V sousedství uskupení farní architektury: fara, varhaníkův dům, stodola, sýpka, špitál pro chudé. |
|            | cerkev sv. Demetria                                    | Bodaki             | 1932-1934                  | Pravoslavná církev. |
|            | cerkev sv. Demetria                                    | Bodaki             | 1902                       | Řeckokatolická církev. |
|            | cerkev sv. Demetria                                    | Bogusza            | 1858                       | |
|            | cerkev sv. Archanděla Michaela                         | Brunary            | 1797                       | |
|            | kostel Nejsvětější Panny Marie                         | Chomranice         | 1691–1692                  | |
|            | zástavba                                               | Ciężkowice         | 17. a 19. století          | Zachována architektura řadových štítových domů s podloubím na sloupech z 17. až 19. století.                                                                       |
|            | cerkev sv. Demetria                                    | Czarna             | 18. století                | Cerkev s klasicistickými znaky z fasádou v podobě sloupoví. |
|            | kostel sv. Martina                                     | Czermna            | 1520                       | |
|            | cerkev sv. Paraskevy                                   | Czyrna             | 1893                       | |
|            | filiální kostel sv. Šimona a sv. Judy Tadeáše          | Dobra              | konec 17. století          | |
|            | cerkev sv. Archanděla Michaela                         | Dubne              | 1861                       | |
|            | cerkev Narození sv. Jana Křtitele                      | Gładyszów          | 1857                       | |
|            | Historická fara                                        | Grybów             |                            | V budově fary se nachází Farní muzeum v Grybowie, ve sbírkách se také nachází gotické obrazy z 15. a 16. století.                                                  |
|            | cerkev Pokrovu přesvaté Bohorodice                     | Hańczowa           | první polovina 19. století | Trojdílná lemkovská cerkev s věží, kompletní vnitřní zařízení z 18. a 19. století.                                                                                 |
|            | kostel sv. Bartoloměje                                 | Jastrzębia         | počátek 16. století        | Jednolodní kostel s věží, vnitřní vybavení z 18. století. |
|            | filiální kostel Narození Panny Marie                   | Jodłownik          | 1585                       | Jednolodní kostel s věží. |
|            | Starostenský statek (hospodářství)                     | Jurgów             |                            | Ve fojtství je část Tatranského muzea v Zakopaném. |
|            | kostel Nejsvětější Panny Marie                         | Just               | druhá polovina 17. století | Uvnitř se nachází kamenná křtitelnice. |
|            | Kaple na vojenském hřbitově č. 357                     | Kamionka Mała      |                            | Vojenský hřbitov padlých vojáků v první světové válce. |
|            | kostel sv. Kateřiny                                    |                    | druhá polovina 18. století | |
|            | kostel sv. Marie Magdaleny                             | Kasina Wielka      | 1678                       | |
|            | kostel sv. Vojtěcha                                    | Kąclowa            | 1926–1929                  | |
|            | cerkev sv. Basila (sv. Basileios Velký)                | Konieczna          | 1903                       | |
|            | cerkev Narození Bohorodičky                            | Królowa Górna      | 1815                       | ikona Marie (orantka) |
|            | kostel Narození nejsvětější Panny Marie                | Krużlowa Wyżna     | 1520                       | Jednolodní kostel s věží, která má cibulovou střechu. Vnitřní malby pocházejí z 16. století, krucifix z roku 1520.                                                 |
|            | kostel Proměnění Páně a Panny Marie Čenstochovské      | Krynica-Zdrój      | 1863                       | |
|            | Vila Rómanowka                                         | Krynica-Zdrój      | 19. století                | Muzeum Nikifora Krynického |
|            | lázně v Kynicy                                         | Krynica-Zdrój      | 20. století                | |
|            | cerkev Bohorodičky Ochránkyně                          | Krynica-Zdrój      | 1887–1888                  | |
|            | cerkev sv. Kosmy a sv. Damiána                         | Krzywa             | 1924                       | |
|            | cerkev sv. Apoštola Lukáše                             | Kunkowa            | 1868                       | |
|            | řeckokatolická cerkev sv. Paraskevy                    | Kwiatoń            | druhá polovina 17. století | Trojdílná cerkev s věží. |
|            | Dvůr                                                   | Laskowa            | 1677                       | Barokní dvůr. |
|            | cerkev sv. Demetria                                    | Leluchów           | 1861                       | |
|            | cerkev sv. Lukáše                                      | Leszczyny          | 1835                       | |
|            | kostel Narození Panny Marie                            | Libusza            | 1513                       | Kostel po požáru obnoven v roce 1986, v roce 2016 (únor) znovu vyhořel.                                                                                            |
|            | cerkev Narození Panny Marie                            | Łosie              | 1810                       | |
|            | Maziarské hospodářství                                 | Łosie              |                            | |
|            | kostel Všech svatých                                   | Łososina Górna     | 1778                       | |
|            | kostel sv. Apoštola Ondřeje                            | Łukowica           | 1673–1697                  | |
|            | kostel sv. Antonína                                    | Męcina             | 1638                       | |
|            | cerkev sv. Kosmy a sv. Damiána                         | Męcina Wielka      | 1807                       | |
|            | cerkev sv. Kosmy a sv. Damiána                         | Milik              | 1813                       | Trojdílná cerkev s věží, ikony z 16. a 19. století |
|            | cerkev sv. Archanděla Michaela                         | Mochnaczka Niżna   | 18. století                | |
|            | kostel sv. Martina                                     | Mogilno            | 1765                       | |
|            | kaple Ježíše v temnici                                 | Moszczenica        | 1680                       | Hřbitovní osmiboká kaple s osmibokou jehlancovou střechou ukončenou lucernou.                                                                                      |
|            | kostel sv. Mikuláše                                    | Moszczenica Niżna  | druhá polovina 16. století | |
|            | měšťanské domy                                         | Muszyna            | 19. století                | |
|            | cerkev sv. Jana Evangelisty                            | Muszynka           | 18. století                | |
|            | cerkev sv. Paraskevy                                   | Nowica             |                            | |
|            | Sadecki etnografický park                              | Nowy Sącz          | 18.–19. století            | Skanzen architektury sadeckých Lachů a Lemků |
|            | kostel sv. Heleny                                      | Nowy Sącz          | 1686                       | |
|            | kostel sv. Rocha                                       | Nowy Sącz          | 1595–1608                  | |
|            | kostel Panny Marie Ochránkyně                          | Owczary            | 1653                       | Kompletní vnitřní vybavení z 17.–19. století |
|            | Zvonice u řeckokatolické cerkve sv. Paraskevy          | Pętna              | 1700                       | |
|            | cerkev sv. Kosmy a sv. Damiána                         | Piorunka           | 1798                       | |
|            | kostel sv. Jana Evangelisty                            | Pisarzowa          | 1713                       | |
|            | kostel Povýšení svatého kříže                          | Podole-Górowa      | první polovina 16. století | Nástěnné malby z roku 1542 |
|            | cerkev sv. Archanděla Michaela                         | Polany             | 1820                       | |
|            | kostel sv. Apoštola Ondřeje                            | Polna              | 16. století                | Oltář a vnitřní zařízení je z 18. století, výmalba z 16. a 17. století                                                                                             |
|            | Životopisné muzeum Władysława Orkana Orkanówka         | Poręba Wielka      |                            | |
|            | cerkev sv. Jakuba                                      | Powroźnik          | 1600                       | Jedna z mála nejcennějších cerekví lemkovské západní skupiny. |
|            | Kostel panny Marie Růžencové                           | Przydonica         | 1527                       | Výmalba z roku 1527 a dva kompletní gotické triptychy. |
|            | cerkev sv. Archanděla Michaela                         | Przysłup           | 1756                       | |
|            | kostel Všech svatých                                   | Ptaszkowa          | 1555                       | Jednolodní kostel s dvojicí kaplí v transeptu a s věží. |
|            | kostel sv. Archanděla Michaela                         | Ropa               | 1761                       | Kostel se dvěma zděnými věžemi a vnitřním barokním vybavením. |
|            | cerkev sv. Archanděla Michaela                         | Ropica Górna       |                            | Cerkev postavena v roce 1813 nebo 1819, na přelomu 19. a 20. století přestavěna. Rokokový ikonostaz z 18. století.                                                 |
|            | kostel sv. Jakuba                                      | Rozdziele          | 1563                       | Založen Zikmundem II. Augustem. V roce 1986byl přenesen z Królówki do Rozdziele.                                                                                   |
|            | filiální kostel sv. Ondřeje                            | Różnowice          | 1756–1764                  | Trojlodní barokní kostel s charakteristickou věží. |
|            | Kostel sv. Vojtěcha                                    | Rożnów             | 1662                       | |
|            | filiální kostel sv. Jana Křtitele                      | Rzepiennik Biskupi | počátek 16. století        | Triptych z 16. století, manýristická a barokní výmalba. |
|            | filiální kostel sv Filipa a sv. Jakuba                 | Sękowa             | 1520                       | Jednolodní kostel, kolem celé stavby je postaveno podloubí. |
|            | filiální řeckokatolická cerkev sv. Kosmy a sv. Damiána | Skwirtne           | 1837                       | Vybavení z 18. a 19. století. |
|            | Dřevěná zástavba                                       | Stary Sącz         | 18. a 19. století          | Urbanistická rezervace, čtvercové náměstí obklopeno dřevěnými domy.                                                                                                |
|            | Včelařské muzeum Bogdana Szymusika                     | Stróże             | 2000                       | Skanzen založen v roce 2000 |
|            | kostel sv. Archanděla Michaela                         | Szalowa            | 1736                       | Barokní kostel |
|            | cerkev sv. Demetria                                    | Szczawnik          | 1841                       | |
|            | kostel sv. Stanislava a sv. Barbory                    | Szyk               | 1633                       | Nástěnné malby z 16. a 17. století |
|            | filiální koste sv. Vojtěcha                            | Szymbark           | 1782                       | Jednolodní kostel, štítu zdoben volutami. |
|            | řeckokatolická cerkev Narození Bohorodičky             | Szymbark           | 1790 nebo 1821             | |
|            | Skanzen pohorské vesnice prof. Romana Reinfussa        | Szymbark           |                            | |
|            | cerkev sv. Demetria                                    | Śnietnica          | 1755                       | |
|            | komplex staveb panského dvoru                          | Świdnik            | 1752                       | |
|            | kostel sv. Mikuláše                                    | Tabaszowa          | 1753                       | |
|            | cerkev sv. Kosmy a sv. Damiána                         | Tylicz             | 1743                       | |
|            | kostel sv. apoštolů Petra a Pavla                      | Tylicz             | 1612                       | Vnitřní zařízení z přelomu 17. a 18. století. |
|            | cerkev sv. Paraskevy                                   | Uście Gorlickie    | 1786                       | Vnitřní zařízení z přelomu 18. a 19. století. |
|            | dřevěný panský dvůr                                    | Wielogłowy         | 17. století                | |
|            | cerkev sv. Archanděla Michaela                         | Wierchomla Wielka  | 1821                       | |
|            | kostel sv. Stanislava                                  | Wilczyska          | 17. století                | |
|            | kostel sv. Kateřiny                                    | Wilkowisko         | 1923–1927                  | Postaven podle vzoru z 16. století, který vyhořel v roce 1916. |
|            | cerkev sv. Kosmy a sv. Damiána                         | Wojkowa            | 1790 nebo 1792             | Trojdílná cerkev s věží, dochované zařízení z 17. a 19. století.                                                                                                   |
|            | cerkev Panny Marie Ochránkyně                          | Wołowiec           | 18. století                | |
|            | cerkev sv. Archanděla Michaela                         | Wysowa             | 1779                       | Kompletní vybavení z přelomu 18. a 19. století. |
|            | kostel Nejsvětější Panny Marie                         | Wysowa             | 1936–1938                  | |
|            | cerkev Panny Marie Ochránkyně                          | Zdynia             | 1786 nebo 1795             | |
|            | cerkev sv. Demetria                                    | Złockie            | 1873                       | Lemkovská řeckokatolická cerkev. |

### TrasaTarówa okolí
| Fotografie | Objekt                                    | Lokalita (místo)          | Vznik objektu              | Poznámka |
| ---------- | ----------------------------------------- | ------------------------- | -------------------------- | --- |
|            | Dřevěná zástavba                          | Biesiadki                 | Mezi válečná léta          | |
|            | kostel sv. Matouše evangelisty            | Biesiadki                 | 1661                       | Biesiadki 16 |
|            | zvonice u kostela sv. Mikuláše            | Bochnia, Plac św. Kingi 9 | 1991                       | Replika zvonice z počátku 16. století, která shořela v roce 1987                                                           |
|            | historické letní divadlo a dělnická osada | Brzesko, ul. Wesoła       | 1902                       | |
|            | kostel sv. Stanislava                     | Brzeźnica                 | 1632                       | |
|            | kostel sv. biskupa Mikuláše               | Brzozowa                  | 16. století                | |
|            | farní kostel Svatého Ducha                | Chronów                   | 16. století                | |
|            | Dřevěná zástavba                          | Czchów                    | polovina 14. století       | |
|            | kostel Všech svatých                      | Dąbrowa Tarnowska         | 1771                       | barokní kostel |
|            | dvůr                                      | Dołęga                    | 1845                       | Oblastní muzeum v Tarnowě                                                                                                  |
|            | kostel sv. Ondřeje Boboly                 | Gawłów                    | 1806                       | |
|            | kostel sv. Uršuly                         | Gosprzydowa               | 1694 nebo 1697             | Jednolodní kostel s bočním podloubím, v blízkosti volně stojící zvonice z 18. století.                                     |
|            | kostel sv. Martina biskupa                | Gromnik                   | 1727                       | Jednolodní kostel s osmi bokou věží, bohatá tesařská výzdoba                                                               |
|            | hřbitovní kostel Navštívení Panny Marie   | Iwkowa                    | druhá polovina 15. století | Nástěnné malby z roku 1619.                                                                                                |
|            | kostel Proměnění Páně                     | Jurków                    | 18. století                | |
|            | kostel sv. Jáchyma                        | Krzyżanowice              | 1746                       | |
|            | dřevěná zástavba                          | Lipnica Murowana          |                            | Středověká urbanistická zástavba, kolem náměstí patrové štítové domy s podloubím.                                          |
|            | kostel sv. Linharta                       | Lipnica Murowana          | 15. a 16. století          | Středověký kostel s cennou vnitřní výmalbou a dochovaným vnitřním zařízením.                                               |
|            | soubor dřevěné zástavby                   | Mokrzyska                 |                            | |
|            | dvůr Koryznówka                           | Nowy Wiśnicz              | padesátá léta 19. století  | Muzeum Památky po Janie Matejce                                                                                            |
|            | muzeum Jana Wnęka                         | Odporyszów                |                            | |
|            | kostel sv. Šimona a sv. Judy Tadeáše      | Pogwizdów                 | 15. století                | |
|            | kostel Narození Panny Marie               | Rajbrot                   | Počátek 16. století        | Pozdně gotická řezbářské plastiky.                                                                                         |
|            | sýpka                                     | Rajbrot                   |                            | |
|            | sýpka panského dvoru                      | Ryglice                   | 1757                       | |
|            | kostel Panny Marie                        | Siemiechów                | přelom 15. a 16. století   | Výmalba z 16. a 17. století                                                                                                |
|            | kostel sv. Stanislava                     | Skrzyszów, Skrzyszów 1    | 1517                       | Jednolodní kostel se dvěma kaplemi a věží, po obvodu kostela podloubí, v oltáři pozdně gotické obrazy a socha sv. Barbory. |
|            | kostel Všech svatých                      | Sobolów                   | 1594                       | |
|            | kostel sv. Šebestiána                     | Strzelce Wielkie          | 1784–1785                  | |
|            | Dřevěná zástavba                          | Szczepanów                |                            | |
|            | kostel Nanebevzetí Panny Marie Na Burku   | Tarnów                    | 1448                       | Vnitřní vybavení z 18. století.                                                                                            |
|            | kostel Svaté Trojice                      | Tarnów                    | 1563–1589                  | Střecha i stěny obložené šindelem, vnitřek pozdně renesanční se současnými obrazy.                                         |
|            | kostel sv. Mikuláše biskupa               | Tymowa                    | 1764                       | Trojlodní kostel, po obvodu podloubí, vnitřek pozdně barokní.                                                              |
|            | dřevěná zástavba                          | Uście Solne 180           | přelom 19. a20. století    | |
|            | Muzeum Dům Wincenta Witose                | Wierzchosławice           | 1814, 1905–1913            | |
|            | kostel sv. Linharta                       | Wojnicz                   | druhá polovina 16. století | |
|            | zvonice                                   | Zaborów 85                | 1830                       | |
|            | Dřevěná zástavba                          | Zakliczyn                 | 18. a 19. století          | Maloměstská zástavba se zachovaným urbanistickým řešením, čtvercové náměstí                                                |
|            | malované hospodářství                     | Zalipie                   | 19. století                | |
|            | kostel sv. Martina                        | Zawada                    | druhá polovina 15. století | cenný krucifix a sochy z 16. století                                                                                       |
|            | kostel sv. Zikmunda                       | Żelichów                  | 1642                       | |

### Trasa Orava, Podhale, Spiš aPieniny
| Fotografie | Objekt                                         | Lokalita (místo)             | Vznik objektu                             | Poznámka |
| ---------- | ---------------------------------------------- | ---------------------------- | ----------------------------------------- | --- |
|            | kostel sv. Šimona a sv. Judy Tadeáše           | Białka Tatrzańska            | 1700                                      | |
|            | kostel Nejsvětějšího srdce Páně                | Bukowina Tatrzańska          | 1887–1900                                 | |
|            | Lidový dům Frantiszka Ćwiżewicza               | Bukowina Tatrzańska          |                                           | |
|            | Dřevěná zástavba                               | Chochołów                    |                                           | Malebná vesnice, přírodní dřevěná rezervace dřevěné architektury: roubené domy s vysokými střechami pokrytými šindelem, unikátní dům postavený s jediné stoleté jedle. |
|            | Muzeum Chochołowského povstání                 | Chochołów                    |                                           | |
|            | hospodářství Korkoszów                         | Czarna Góra                  |                                           | Muzeum lidové spišské kultury. |
|            | kostel sv. Archanděla Michaela                 | Dębno Podhalańskie           | konec 15. století                         | Bohaté vnitřní vybavení např.: krucifix z 14. století, kompletní triptych z 16. století                                                                                |
|            | kostel sv. Martina                             | Grywałd                      | druhá polovina 15. století                | Jednolodní kostel s věží, vnitřní cenná výmalba. |
|            | kostel Narození Panny Marie                    | Harklowa                     | přelom 15. a 16. století                  | Vnitřní bohatá výzdoba. |
|            | kostel sv Šebestiána a Panny Marie Růžencové   | Jurgów                       | 1675                                      | Barokní vnitřní výzdoba. |
|            | soubor salaší na Polaně Podkólne               | Jurgów                       |                                           | Skupina pastýřských salaší, unikátní hmotová archaická kultura horských oblastí.                                                                                       |
|            | Osada Czorsztyn                                | Kluszkowce                   | 19. století, do třicátých let 20. století | Hospodářství, sýpky, vily přenesené z Zalewu Czorsztyńského |
|            | zástavba                                       | Krościenko nad Dunajcem      | 19. století                               | |
|            | kostel sv. Vojtěcha                            | Krzeczów                     | přelom 16. a 17. století                  | |
|            | kostel sv. apoštolů Petra a Pavla              | Lachowice                    | 1789                                      | |
|            | kostel sv. Šimona a sv. Judy Tadeáše           | Łętownia                     | 1760–1765                                 | Jednolodní kostel s párem kaplí a věží,bohatě vyvedené vnitřní malby z 18. století.                                                                                    |
|            | kostel Svaté Trojice                           | Łopuszna                     | 15. století                               | Jednolodní kostel, v oltáři triptych z 15. století. |
|            | Statek Tetmajeów                               | Łopuszna                     | 1800                                      | Dvůr s mansardou a s mansardovou valbovou střechou, sídlo části Tatranského muzea v Zakopaném.                                                                         |
|            | hřbitovní kaple sv. Šebestiána                 | Maniowy                      | 1723                                      | |
|            | sýpka                                          | Niedzica                     |                                           | |
|            | zástavba na Polaně Sosny                       | Niedzica                     |                                           | |
|            | kostel sv. Anny                                | Nowy Targ                    | druhá polovina15. století                 | |
|            | kostel sv. Jana Křtitele                       | Orawka                       | 1650–1659                                 | bohatá vnitřní výzdoba |
|            | kostel sv. Maří Magdalény                      | Rabka                        | 1606                                      | Jednolodní kostel, s věží, sídlo Regionálního muzea Władysława Orkana.                                                                                                 |
|            | kostel Svatého kříže                           | Rdzawka                      | 1757                                      | |
|            | skansen                                        | Sidzina                      |                                           | |
|            | kostel sv. Antonína                            | Sieniawa                     | 1740                                      | |
|            | kostel Neposkvrněného početí Panny Marie       | Spytkowice                   | 1758                                      | |
|            | kostel sv. Kateřiny                            | Sromowce Niżne               | 1513                                      | |
|            | Krčma Řím                                      | Sucha Beskidzka              | začátek 18. století                       | |
|            | Zástavba zdravotního střediska                 | Szczawnica                   | 19. století                               | Zástavba zdravotního střediska, penziónů, vil v tyrolském stylu. |
|            | kostel sv. Alžběty Durynské                    | Trybsz                       | 1567                                      | |
|            | kostel Panny Marie Škapulířské                 | Witów                        | 1910–1912                                 | |
|            | kostel Panny Marie Čenstochovské               | Zakopane                     | 1848                                      | |
|            | kostel sv. Jana Evangelisty na Harendě         | Zakopane                     | 18. století                               | kostel přenesen ze Zakrzowa |
|            | Vila Harenda                                   | Zakopane                     |                                           | Ve vile se nachází Životopisné muzeum Jana Kasprowicza. |
|            | kaple Nejsvětějšího srdce Páně na Jaszczurówce | Zakopane                     | začátek 20. století                       | Kaple je postavena na vysoké granitové podezdívce, architekt Stanisław Witkiewicz projektoval stavbu v zakopanském stylu.                                              |
|            | Chalupa Sabały na Krzeptówkach                 | Zakopane, Krzeptówki 17      | konec 18. století                         | Dům Jana Krzeptowskiego Sabały. |
|            | vila Koliba                                    | Zakopane, ul. Kościeliska 18 | 1892–1893                                 | Architekt Stanisław Witkiewicz projektoval stavbu v zakopanském stylu, sídlo Muzea zakopanského stylu Stanisława Witkiewicza v Zakopaném.                              |
|            | vila Atma                                      | Zakopane, ul. Kasprusie 19   | 1895                                      | Muzeum Karola Szymanowského |
|            | vila Pod Jedlami                               | Zakopane                     | 1896–1897                                 | |
|            | vila Witkiewiczówka                            | Zakopane                     | 1903–1904                                 | |
|            | Soubor dřevěné horalské zástavby v Zakopaném   | Zakopane                     |                                           | |
|            | Muzeum zakopanského stylu v Zakopaném          | Zakopane                     | 1930                                      | |
|            | kostel sv. Klementa Římského                   | Zawoja                       | 1888                                      | |
|            | Skanzen Józefa Żaka v Zawoji Markowej          | Zawoja                       | 1973                                      | |
|            | Skansen Zubrzycy Górnej                        | Zubrzyca Górna               |                                           | Skanzen, statek, chalupy, hostince, průmyslová zařízení poháněná vodou, architektura oravské oblasti.                                                                  |

### TrasaKrakova okolí
| Fotografie | Objekt                                                  | Lokalita (místo)                      | Vznik objektu              | Poznámka |
| ---------- | ------------------------------------------------------- | ------------------------------------- | -------------------------- | --- |
|            | kostel sc. Erazma                                       | Barwałd Dolny 50                      | 1782                       | Kostelní věž byla postavena na historické svatyni a je připojena k presbyteriu. |
|            | kostel Nanebevzetí Panny Marie                          | Biórków Wielki 48                     | 1633                       | |
|            | sýpka na statku                                         | Bobrek, ul. Nadwiślańska 9            | 1779                       | dvoupatrová roubená konstrukce, vzor sýpky na dvorech ve Slezsku. |
|            | kostel sv. Mikuláše                                     | Czulice 31                            | 1547                       | |
|            | kostel sv. Mukuláše                                     | Dłużec                                | 1780 nebo 1786             | |
|            | skanzen                                                 | Dobczyce                              |                            | Malý skanzen zahrnuje hospodu a hospodářské budovy. |
|            | dřevěná zástavba u glanowského dvoru                    | Glanów                                | 18. století                | Budova samostatného dvoru (1786) je zděná a kolem něj se nachází park, ve kterém jsou hospodářské budovy. Např. dřevěná-zděná stodola, chalupa přenesená z Podwilku nebo sýpka ze Suché. |
|            | kostel Panny Marie Škapulířské                          | Głębowice 46                          | 1518                       | Jedno lodní dřevěný kostel. Sakristie a kruchta (kůr) jsou zděné. |
|            | kostel sv. Ondřeje                                      | Graboszyce 15                         | 1585                       | Patrová věž, vnitřní barokní zařízení. |
|            | kostel sv. Vavřince                                     | Grojec, ul. B. Chowańca 1             | 1671                       | Jednolodní kostel dřevěný-zděný, přestavován v 19. a začátkem 20. století. |
|            | kostel Vyslání sv. apoštolů                             | Gruszów                               | první polovina 16. století | |
|            | kostel sv. Trojice                                      | Iwanowice Włościańskie, Iwanowice 96  | 1745                       | |
|            | kostel sv. Martina                                      | Jawiszowice, Głębowice 46             | 1692                       | |
|            | kaple sv. Markéty a sv. Judity                          | Krakov, ul. Kościuszki 88             | 17. století                | Osmiboká kaple, srubová konstrukce, kopulovitá střecha s lucernou. |
|            | zástavba v Krakově-Woli Justowskiej                     | Krakov                                |                            | |
|            | kostel Panny Marie Škapulířské                          | Krakow-Krzesławice, ul. Wańkowicza 35 |                            | Kostel přenesen od Jawornika u Myślenic a umístěn vedle stavení Jana Matejki jako počátek skanzenu, který nikdy nevznikl.                                                                |
|            | kostel Všech svatých na Górce Kościelnické              | Krakov, ul. Podbiałowa 6              | 1646–1648                  | Pozdně gotický kostel srubová konstrukce. |
|            | kostel Narození Páně a sv. Bartoloměje                  | Krakov, ul. Klasztorna 11 (Mogiła)    |                            | Na stropě je velká scéna Adorace Panny Marie sv. Bernardem z Clairvaux. |
|            | Poustevna sv. Benedikta                                 | Krzesławice                           | 1886                       | Poustevnu tvoří kaple, dům a kaplička. |
|            | kostel Narození Panny Marie                             | Krzęcin 47                            | 1589                       | Kostel srubové konstrukce, opláštěný, dvě sloupové věže a sanktusník v podobě věžičky.                                                                                                   |
|            | dřevěná zástavba                                        | Lanckorona                            | 19. století                | Prvotní urbanistický základ, čtvercové náměstí s kompaktní zástavbou. |
|            | kostel sv. Bartoloměje                                  | Łapanów                               | 1529                       | |
|            | kostel sv. Martina                                      | Marcyporęba, Głębowice 46             | 1677                       | |
|            | kostel Panny Marie Čenstochové                          | Mętków, ul. Floriana 1                | 1771                       | Trojlodní kostel přenesen z Niegowici |
|            | stavení Zatisze                                         | Miechów, ul. Racławicka 26            | 1784                       | patrový domek trámové konstrukce, šindelová střecha, v péči Regionálního muzea v Miechově.                                                                                               |
|            | kostel sv. Vojtěcha a Panny Marie bolestné              | Modlnica, ul. św. Wojciecha 83        | 1553                       | |
|            | kostel sv. apoštolů Šimona a Judy                       | Nidek 51                              | 1536                       | Jednolodní pozdně gotický kostel, po obvodu podloubí. |
|            | kostel sv. Jozefa řemeslníka                            | Ojców                                 | 1901                       | Známá jako kaple Na vodě. |
|            | zástavba                                                | Ojcowski Park Narodowy                | 19. století                | Zdravotní středisko, odpočívárna konec 19. a začátek 20. století. |
|            | kostel sv. Ondřeje                                      | Osiek, ul. Kościelna 13               | 1538–1549                  | Jednolodní kostel s věží, po obvodu podloubí. |
|            | kostel Nanebevzetí Panny Marie                          | Paczółtowice, Paczółtowice 14         | 1510                       | |
|            | kostel sv. Mikuláše                                     | Polanka Wielka, ul. Kościelna 26      | 16. století                | V 17. století přestavěn do barokní podoby |
|            | kostel sv. Martina                                      | Poręba Dzierżna 1                     | 1766                       | |
|            | kostel sv. Bartoloměje                                  | Poręba Wielka 5                       | 16. století                | |
|            | kostel Nejsvětější Panny Marie matky kostela            | Przesławice 83                        | 18. století                | Postaven na pozůstatcích původního kostela z roku 1657 v Gołczy, přenesen v letech 1972–1974                                                                                             |
|            | kostel sv. Jakuba staršího a sv. Kateřiny Alexandrijské | Raciechowice                          | 1720                       | |
|            | kostel Narození Panny Marie                             | Racławice 54                          | 1511                       | |
|            | kostel Přeměny Páně                                     | Radocza 80                            | 1525                       | |
|            | kostel sv. Marka                                        | Rodaki                                | 1601                       | |
|            | zvonice u kostela sv. Mikuláše                          | Skała, ul. Kościelna 2                | 1764                       | |

Stezku dřevěné architektury v roce 2008 navštívilo kolem 80 tisíc turistů.